# Релігійно-інформаційна служба України
Релігійно-інформаційна служба України (РІСУ; risu.ua) — інтернет-портал про релігію, заснований 1 лютого 2001 року в Українському католицькому університеті УГКЦ у Львові.
Портал очолює Тарас Антошевський.
Редакція дотримується принципів позаконфесійності та об'єктивності.

## Історія
Портал заснований 1 лютого 2001 року в Українському католицькому університеті УГКЦ у Львові.
Першою метою сайту було інформування закордонного читача про релігійне життя в Україні, тому на початку роботи сайту основною його мовою була англійська. Потім виникла українська версія, ще пізніше — російська, а також німецька та італійська.
Станом на 2009 в редакції порталу працювали шість основних працівників, серед яких були греко- і римо-католики, православні, протестанти.

## Вміст
Сайт створює власні новини, готує аналітичні публікації, надає простір для блогерів, які пишуть про мораль і релігію, провадить інтернет-конференції з представниками різних християнських конфесій, релігієзнавцями, має власний «довідник релігій» тощо.
На сайті працюють Богословський портал, розділи Релігійний туризм, Бібліотека. Матеріали на сайті можна прочитати трьома мовами — українською, російською та англійською.